# Dương Thị Nga
Dương Thị Nga (ur. 2004) – wietnamska zapaśniczka walcząca w stylu wolnym. 
Zajęła dziesiąte miejsce na mistrzostwach Azji w 2025. Srebrna medalistka mistrzostw Azji Południowo-Wschodniej w 2025 roku.